# Maripá
Pour les articles homonymes, voir Maripa.
Maripá est une municipalité brésilienne située dans l'État du Paraná.